# Autoritratto (fotografia)

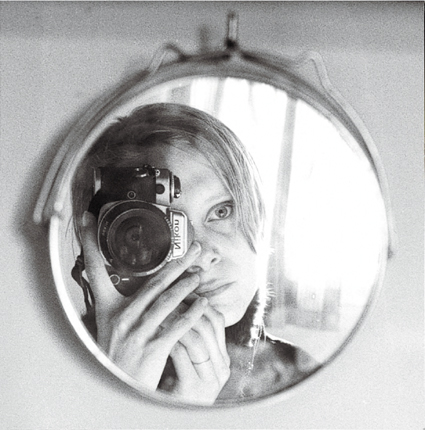
Autoritratto fotografico di Mary-Irene Aesen del 1984

L'autoritratto fotografico è un ritratto che un fotografo fa di sé stesso, utilizzando alcuni accorgimenti tecnici.

## Storia

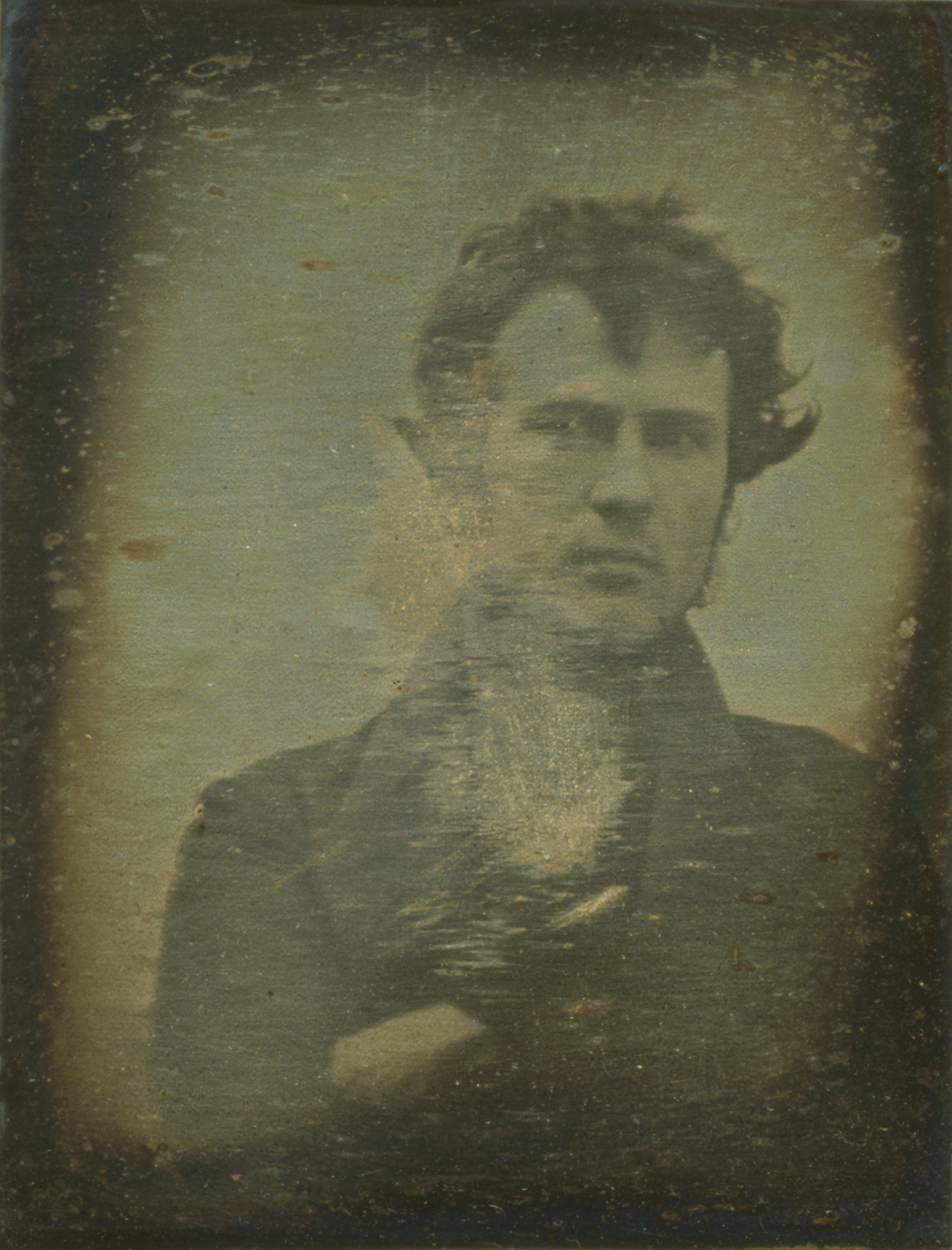
Il primo autoritratto fotografico conosciuto, Robert Cornelius nel 1839

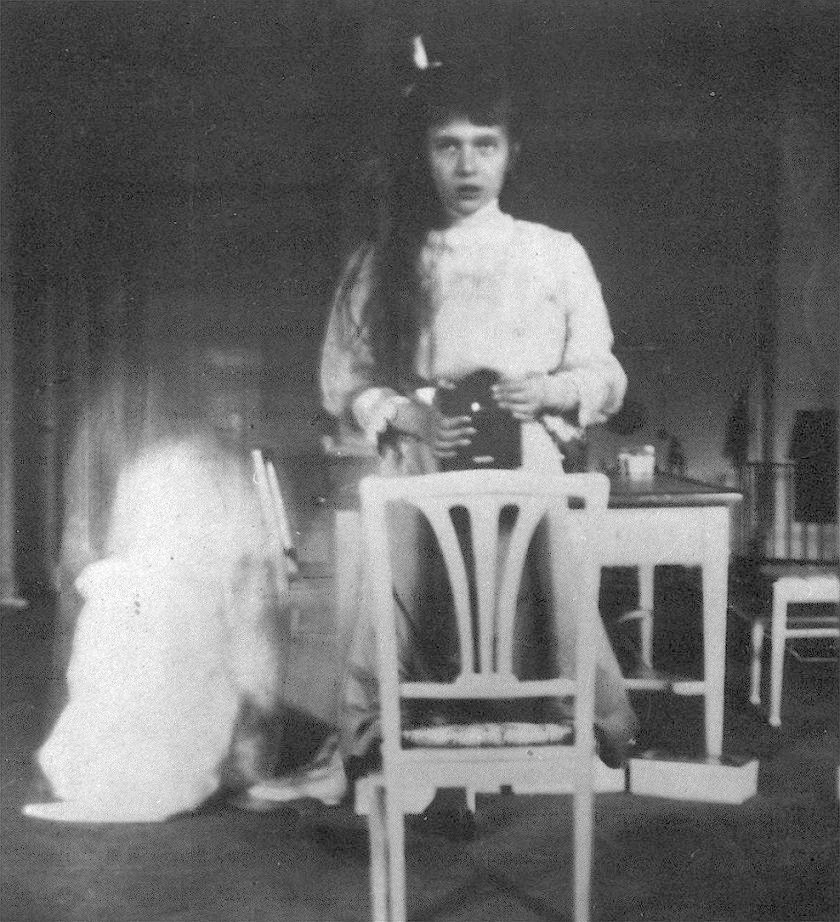
Autoritratto fotografico della Granduchessa Anastasija del 1914

Il primo autoritratto fotografico conosciuto risale al 1839, quando Robert Cornelius, un pioniere della fotografia statunitense, realizzò un dagherrotipo di sé stesso, che è inoltre una delle prime fotografie che ritraggano una persona. Dal momento che il processo di ripresa era molto lento, Cornelius ebbe il tempo di scoprire le lenti, posizionarsi davanti all'apparecchio fotografico per un minuto o più e infine rimettere il coperchio all'obiettivo. Sul retro della fotografia scrisse: «Il primo dipinto di luce mai ripreso. 1839».
La diffusione della fotocamera portatile Kodak Brownie nel 1900 portò a un'ampia diffusione della tecnica dell'autoritratto. La tecnica più diffusa consisteva nel posizionare la fotocamera su di un supporto o un treppiedi di fronte a uno specchio, inquadrando attraverso il mirino posizionato sulla sommità dell'apparecchio.
Nel 1914, la tredicenne granduchessa russa Anastasija Nikolaevna fu una delle prime adolescenti a riprendere una fotografia di sé stessa da mandare a un amico, utilizzando uno specchio. Nella lettera che accompagna la fotografia, scrisse: «Ho scattato questa fotografia di me stessa attraverso lo specchio. È stato molto difficile, dal momento che mi tremavano le mani».
Al dicembre del 1920 risale uno scatto ritrovato nell'archivio della Byron Company, storico studio fotografico di New York, e che fa oggi parte della collezione di oltre 23.000 pezzi del Museo della Città di New York, in cui compaiono tre fotografi che producono un autoritratto puntando verso di sé una fotocamera, su cui era montato un grandangolare, sostenendola con le mani, similmente a quanto avviene oggi con i selfie.

## Modalità di realizzazione
Esistono diverse modalità esecutive dell'autoritratto fotografico, a seconda della tecnica di realizzazione, che può consistere nell'utilizzo di uno specchio o di appositi sistemi per lo scatto ritardato o a distanza.
- Specchio: è il metodo più semplice e diffuso, che presenta però l'inconveniente di comprendere nell'inquadratura anche l'apparecchio fotografico utilizzato per riprendersi. Lo specchio deve avere dimensioni piuttosto ampie e si deve fare attenzione che le luci siano collocate in modo che non si riflettano né che colpiscano l'obiettivo. Per questo è raccomandato l'utilizzo del paraluce. Nella fase di post produzione è comunque possibile eliminare l'apparecchio fotografico dall'immagine.
- Autoscatto: lascia più libero il fotografo e permette di escludere la fotocamera dall'immagine. Dopo aver sistemato adeguatamente la postazione di ripresa, il fotografo calcola la messa a fuoco e predispone sull'apparecchio un ritardo temporale di alcuni secondi e aziona il pulsante di scatto. Il soggetto si posiziona quindi velocemente davanti alla fotocamera in attesa dello scatto, che avverrà dopo alcuni secondi.
- Telecomando: è il sistema più pratico, che consente al fotografo un maggior controllo della propria espressione. Lo scatto viene azionato da un telecomando, elettrico o meccanico, dopo che il soggetto ha preso posto davanti all'apparecchio fotografico.
- Puntamento della fotocamera su di sé: il metodo più semplice e immediato per realizzare un autoritratto fotografico, è quello di puntare la fotocamera su di sé sorreggendola con una o entrambe le mani. In questo caso l'inquadratura può non risultare perfetta e per essere certi di centrare il soggetto può essere impiegato un obiettivo grandangolare.

## Selfie
Il recente fenomeno del selfie, concettualmente non ascrivibile al genere dell'autoritratto, data l'assenza di peculiarità artistiche e la sua dimensione marcatamente social, è realizzato prevalentemente puntando verso di sé una fotocamera digitale compatta, uno smartphone, un tablet o una webcam. La funzione tipica dell'operazione è la condivisione sui social network dell'immagine ottenuta.